# José Aurelio Suárez
José Aurelio Suárez García (* 18. Dezember 1995 in Gijón) ist ein spanischer Fußballspieler.

## Karriere
Suárez begann seine Fußballkarriere bei seinen Heimatverein CD Roces und spielte dort bis zu seinem Wechsel im Jahr 2011 zum FC Barcelona. Dort spielte er bis 2014 in der Jugend und absolvierte in seinen letzten Jugendjahr drei Spiele in der UEFA Youth League. Damit hatte er Teil am Gewinn der UEFA Youth League 2013/14.
Zur Saison 2014/15 wurde er Teil der zweiten Mannschaft des FC Barcelona, dem FC Barcelona B, und absolvierte am 31. Januar 2015 beim 4:1-Sieg gegen den CE Sabadell sein erstes Spiel für den FC Barcelona B und sein erstes Ligaspiel.
Zur Saison 2017/18 wechselte Suárez in die zweite Mannschaft des FC Girona. 2019 rückte er in die erste Mannschaft auf, kam jedoch nie zum Einsatz. 2021 wechselte er zu Gimnàstic de Tarragona. Bei dem Verein aus Tarragona stand er bis Juli 2021 unter Vertrag. Die zweite Jahreshälfte spielte er beim Zweitligisten AD Alcorcón in Alcorcón.
Ende Januar 2022 ging er nach Asien, wo er in Japan einen Vertrag beim Zweitligisten Tokushima Vortis in Tokushima unterschrieb. Nach insgesamt 92 Ligaspielen wechselte er im Januar 2025 zum ebenfalls in der zweiten Liga spielenden JEF United Ichihara Chiba.

## Erfolge
FC Barcelona
- UEFA Youth League: 2013/14